# Кельхайм (район)
Кельхайм (нем. Kelheim) — район в Германии. Центр района — город Кельхайм. Район входит в землю Бавария. Подчинён административному округу Нижняя Бавария. Занимает площадь 1066,89 км². Население — 113 286 чел. Плотность населения — 106 человек/км².
Официальный код района — 09 2 73.

## Административное устройство
Район подразделяется на 24 общины.

### Городские общины
1. Абенсберг (12 773)
2. Кельхайм (15 677)
3. Майнбург (13 869)
4. Нойштадт-ан-дер-Донау (12 789)
5. Риденбург (5 744)

### Ярмарочные общины
1. Бад-Аббах (10 891)
2. Зигенбург (3 287)
3. Лангквайд (5 119)
4. Пайнтен (2 257)
5. Рор-ин-Нидернбайерн (3 336)
6. Эссинг (1 018)

### Сельские общины
1. Айгльсбах (1 661)
2. Аттенхофен (1 369)
3. Бибург (1 244)
4. Вильденберг (1 373)
5. Заль-ан-дер-Донау (5 518)
6. Ирлерштайн (4 321)
7. Кирхдорф (898)
8. Тойгн (1 559)
9. Трайн (1 762)
10. Фолькеншванд (1 623)
11. Хаузен (2 041)
12. Хернгирсдорф (1 129)
13. Эльзендорф (2 028)

### Объединения общин
1. Административное сообщество Заль-ан-дер-Донау
2. Административное сообщество Зигенбург
3. Административное сообщество Ирлерштайн
4. Административное сообщество Лангквайд
5. Административное сообщество Майнбург

## Население
По оценке на 31 декабря 2015 года население района Кельхайм составляет 118 965 чел. 

| Дата      | 1840  | 1871  | 1900  | 1925  | 1939  | 1950  | 1961  | 1970  | 1987  | 2011   |
| --------- | ----- | ----- | ----- | ----- | ----- | ----- | ----- | ----- | ----- | ------ |
| Население | 40961 | 48563 | 53522 | 58474 | 61456 | 87187 | 79373 | 85370 | 90040 | 112752 |

| Год       | 1960  | 1970  | 1980  | 1990  | 2000   | 2009   | 2010   | 2011   | 2012   | 2013   | 2014   | 2015   |
| --------- | ----- | ----- | ----- | ----- | ------ | ------ | ------ | ------ | ------ | ------ | ------ | ------ |
| Население | 79057 | 85505 | 86299 | 95063 | 109510 | 113071 | 113147 | 113191 | 113996 | 115232 | 116495 | 118965 |

## Внешние ссылки
- Официальная страница (нем.)